# Klášter Notre-Dame du Calvaire
Klášter Notre-Dame du Calvaire, nazývaný též klášter Filles-du-Calvaire (neboli klášter Panny Marie či dcer z Kalvárie), je zaniklý benediktinský ženský klášter v Paříži.

## Umístění
Klášter se nacházel ve 3. obvodu mezi ulicemi Rue des Filles-du-Calvaire, Rue de Turenne, Rue du Pont-aux-Choux a Boulevard des Filles-du-Calvaire, který po klášteru získal své pojmenování.

## Historie
Řád Filles du Calvaire založili v roce 1617 společně vdova Antoinette d'Orléans-Longueville (1572-1618) a francouzský kapucín François-Joseph Le Clerc du Tremblay (1577-1638).
François-Joseph Le Clerc du Tremblay koupil palác Ardoise, který se nacházel na konci Rue Vieille-du-Temple, a pro jeptišky řádu Filles du Calvaire založil druhou budovu. Mnišky se zde usadily v roce 1633. Základní kámen kostela položila v roce 1635 vévodkyně Marie-Madeleine de Vignerot d'Aiguillon, neteř kardinála Richelieu. Klášter dokončený 10. dubna 1637 se měl na žádost otce Josefa jmenovat Klášter Ukřižování Páně, ale kostel byl v roce 1650 zasvěcen Proměnění Páně. 
Řád byl rozpuštěn za Velké francouzské revoluce v roce 1790 a jeho majetek byl rozprodán jako národní majetek dne 29. září 1796. V roce 1804 byly v prostoru kláštera vybudovány ulice Rue Froissart a Rue Commines.